# Nasim Pedrad
Nasim Pedrad (sinh ngày 18 tháng 11 năm 1981) là một nữ diễn viên, nghệ sĩ hài người Mỹ gốc Iran.

## Danh sách phim

### Điện ảnh
| Năm  | Tên                 | Vai               | Ghi chú       |
| ---- | ------------------- | ----------------- | ------------- |
| 2005 | The 73 Virgins      | Zahra             | Phim ngắn     |
| 2008 | A Thousand Words    | The Photographer  | Phim ngắn     |
| 2011 | No Strings Attached | Writer            |               |
| 2012 | Kẻ độc tài          | Female GMW Host   |               |
| 2012 | The Lorax           | Once-ler's mother | Lồng tiếng    |
| 2013 | Despicable Me 2     | Jillian           | Lồng tiếng    |
| 2014 | Cooties             | Rebekkah          |               |
| 2019 | Aladdin             | Dalia             | Đang sản xuất |

### Truyền hình
| Năm     | Tên                               | Vai                        | Ghi chú                                        |
| ------- | --------------------------------- | -------------------------- | ---------------------------------------------- |
| 2006    | Gilmore Girls                     | Bồi bàn                    | Tập: "Bridesmaids Revisited"                   |
| 2007    | The Winner                        | Bồi bàn                    | Tập: "What Happens in Albany, Stays in Albany" |
| 2007–09 | ER                                | Nurse Suri                 | 9 tập                                          |
| 2009    | It's Always Sunny in Philadelphia | Lucy                       | Tập: "The Waitress Is Getting Married"         |
| 2009–14 | Saturday Night Live               | Diễn viên hài              |                                                |
| 2011    | Allen Gregory                     | Val, Brinique (Lồng tiếng) | 7 tập                                          |
| 2013    | The Awesomes                      | Lồng tiếng                 | 5 tập                                          |
| 2014–15 | TripTank                          | Lồng tiếng                 | 9 tập                                          |
| 2014–15 | Mulaney                           | Jane Parvana               | Vai chính                                      |
| 2015–18 | New Girl                          | Aly Nelson                 | Vai phụ, mùa 4-7                               |
| 2015    | Scream Queens                     | Gigi Caldwell              | 10 tập                                         |
| 2016    | The Mindy Project                 | Dr. Yasmin Maloof          | Tập: "Nurses' Strike"                          |
| 2017    | People of Earth                   | Special Agent Alex Foster  | 10 tập                                         |
| 2017    | Big Mouth                         | Fatima (lồng tiếng)        | Tập: "Girls Are Horny Too"                     |
| 2017    | Curb Your Enthusiasm              | Numa                       | Tập: "Foisted!"                                |
| 2018    | Brooklyn Nine Nine                | Katie Peralta              | Tập: "DFW"                                     |